# Yeo Ho-sua
Yeo Ho-sua (kor. 여호수아; * 5. April 1987) ist ein südkoreanischer Leichtathlet, der sich auf den Sprint spezialisiert hat.

## Sportliche Laufbahn
Erste internationale Erfahrungen sammelte Yeo Ho-sua im Jahr 2009, als er bei der Sommer-Universiade in Belgrad im 100-Meter-Lauf mit 10,58 s im Viertelfinale ausschied und über 200 Meter mit 23,47 s in der ersten Runde scheiterte. Anschließend belegte er bei den Asienmeisterschaften in Guangzhou in 21,36 s den fünften Platz über 200 Meter und erreichte mit der südkoreanischen 4-mal-100-Meter-Staffel in 39,86 s Rang sechs. Daraufhin gewann er bei den Ostasienspielen in Hongkong in 21,27 s die Silbermedaille im 200-Meter-Lauf hinter dem Japaner Kenji Fujimitsu. Im Jahr darauf nahm er erstmals an den Asienspielen in Guanzhou teil und wurde dort mit der Staffel im Vorlauf disqualifiziert. 2011 belegte er bei den Asienmeisterschaften in Kōbe in 39,85 s den sechsten Platz und wurde anschließend bei den Weltmeisterschaften in Daegu wegen eines Dopingverstoßes einer seiner Mitstreiter disqualifiziert. 2014 nahm er erneut an den Asienspielen in Incheon teil und gewann dort in 20,82 s die Bronzemedaille hinter dem Katari Femi Ogunode und Fahhad Mohammed al-Subaie aus Saudi-Arabien. Mit der 4-mal-100-Meter-Staffel wurde er im Finale disqualifiziert und mit der 4-mal-400-Meter-Staffel gewann er in 3:04,03 min die Silbermedaille hinter dem Team aus Japan. 
In den Jahren 2009 und 2013 wurde Yeo südkoreanischer Meister im 200-Meter-Lauf sowie 2013 auch über 100 Meter.

## Persönliche Bestzeiten
- 100 Meter: 10,33 s (+1,8 m/s), 7. Juni 2010 in Daegu
- 200 Meter: 20,82 s (+1,6 m/s), 30. September 2014 in Incheon